# 東京出入国在留管理局
東京出入国在留管理局（とうきょうしゅつにゅうこくざいりゅうかんりきょく）は、東京都港区にある出入国在留管理庁の地方支分部局のひとつ。東京都など10都県を管轄している。出入国管理及び難民認定法に基づき、外国人の入出国・在留・違反手続、難民認定に関する難民調査等の行政事務を担当する。

## 本局の内部組織
- 東京出入国在留管理局長（官職・入国審査官）
  - 次長1人（官職・入国審査官）
  - 監理官1人(官職・入国審査官）
  - 審査監理官3人(官職・入国審査官）
  - 警備監理官2人（官職・入国警備官、階級・警備監）
  - 総務課
  - 職員課
  - 会計課
  - 用度課
  - 診療室
  - 首席審査官18人（官職・入国審査官）
    - 審査管理担当（審査管理部門）
    - オンライン審査担当（オンライン審査部門）
    - 在留調査担当（在留調査部門）
    - 在留支援担当（在留支援部門）
    - 就労審査第一担当（就労審査第一部門）
    - 就労審査第二担当（就労審査第二部門）
    - 就労審査第三担当（就労審査第三部門）
    - 留学審査担当（留学審査部門）
    - 研修・短期滞在審査担当（研修・短期滞在審査部門）
    - 永住審査担当（永住審査部門）
    - 在留資格取消担当（在留資格取消部門）
    - 難民調査第一担当（難民調査第一部門）
    - 難民調査第二担当（難民調査第二部門）
    - 違反審査担当（違反審査部門）
    - 審判担当（審判部門）
    - 難民審判担当（難民審判部門）
    - 実態調査担当（実態調査部門）
    - 情報管理担当（情報管理部門）

  - 首席入国警備官10人（官職・入国警備官）
    - 企画管理担当（企画管理部門）
    - 調査企画担当（調査企画部門）
    - 調査第一担当（調査第一部門）
    - 調査第二担当（調査第二部門）
    - 調査第三担当（調査第三部門）
    - 調査第四担当（調査第四部門）
    - 調査第五担当（調査第五部門）
    - 処遇担当（処遇部門）
    - 執行第一担当（執行第一部門)
    - 執行第二担当（執行第二部門)

## 管内支局・出張所
出張所のうち（長・首席審査官）の付記のあるものは、首席審査官が配置され、かつ、当該出張所長を兼務することを示す。
|                                   |                                                 | 所在地                                                          | 業務                                           | 分担区域                                                                        | 分担区域                                                                        |
| 在留関係諸申請                    | 在留資格認定証明書交付申請                      | 所在地                                                          | 業務                                           |                                                                                 |                                                                                 |
| --------------------------------- | ----------------------------------------------- | --------------------------------------------------------------- | ---------------------------------------------- | ------------------------------------------------------------------------------- | ------------------------------------------------------------------------------- |
| 本局                              | 本局                                            | 東京都港区港南5-5-30                                            | -                                              | 茨城県、栃木県、群馬県、埼玉県、千葉県、東京都 神奈川県、新潟県、山梨県、長野県 | 茨城県、栃木県、群馬県、埼玉県、千葉県、東京都 神奈川県、新潟県、山梨県、長野県 |
|                                   | おだいば分室                                    | 東京都江東区青海2-7-11 東京港湾合同庁舎9階                      | 在留カード等の調製                             | -                                                                               | -                                                                               |
| 四谷分庁舎                        | 東京都新宿区四谷1-6-1 四谷タワー13階・14階      | -                                                               | -                                              | -                                                                               |                                                                                 |
| 小笠原総合事務所                  | 東京都小笠原村父島字東町152 小笠原総合庁舎      | -                                                               | -                                              | -                                                                               |                                                                                 |
| 水戸出張所 （長・首席審査官）     | 水戸出張所 （長・首席審査官）                   | 茨城県水戸市北見町1-1 水戸法務総合庁舎1階                       | 在留審査一般 海港業務                          | 茨城県、栃木県                                                                  | 茨城県、栃木県                                                                  |
| 宇都宮出張所 （長・首席審査官）   | 宇都宮出張所 （長・首席審査官）                 | 栃木県宇都宮市小幡2-1-11 宇都宮法務総合庁舎1階                  | 在留審査一般                                   | 栃木県、茨城県、群馬県                                                          | 栃木県、茨城県、群馬県                                                          |
| 高崎出張所 （長・首席審査官）     | 高崎出張所 （長・首席審査官）                   | 群馬県高崎市高松町26-5 高崎法務総合庁舎1階                      | 在留審査一般                                   | 群馬県、栃木県、埼玉県、新潟県、長野県                                          | 群馬県、栃木県、埼玉県、新潟県、長野県                                          |
| さいたま出張所 （長・首席審査官） | さいたま出張所 （長・首席審査官）               | 埼玉県さいたま市中央区下落合5-12-1 さいたま第2法務総合庁舎1階   | 在留審査一般                                   | 埼玉県                                                                          | 埼玉県                                                                          |
| 千葉出張所 （長・首席審査官）     | 千葉出張所 （長・首席審査官）                   | 千葉県千葉市中央区問屋町1-35 千葉ポートサイドタワー3階          | 在留審査一般 海港業務                          | 千葉県、茨城県                                                                  | 千葉県、茨城県                                                                  |
| 松戸出張所 （長・首席審査官）     | 松戸出張所 （長・首席審査官）                   | 千葉県松戸市松戸1307-1 キテミテマツド8階                        | 在留審査一般                                   | 千葉県、茨城県、東京都荒川区・足立区・葛飾区・江戸川区                          | 千葉県、茨城県、東京都荒川区・足立区・葛飾区・江戸川区                          |
| 立川出張所 （長・首席審査官）     | 立川出張所 （長・首席審査官）                   | 東京都国立市北3-31-2 立川法務総合庁舎                           | 在留審査一般 空港業務                          | 東京都、神奈川県相模原市、山梨県                                                | 東京都、神奈川県相模原市、山梨県                                                |
|                                   | 横田分室                                        | 東京都西多摩郡瑞穂町むさし野3丁目12番1                          | 空港業務                                       | -                                                                               | -                                                                               |
| 新潟出張所 （長・首席審査官）     | 新潟出張所 （長・首席審査官）                   | 新潟県新潟市東区松浜町3710 新潟空港ターミナルビル               | 在留審査一般 空港業務                          | 新潟県                                                                          | 新潟県                                                                          |
| 甲府出張所                        | 甲府出張所                                      | 山梨県甲府市丸の内1-1-18 甲府合同庁舎9階                        | 在留審査一般                                   | 山梨県、長野県                                                                  | 山梨県、長野県                                                                  |
| 長野出張所                        | 長野出張所                                      | 長野県長野市旭町1108 長野第一合同庁舎3階                        | 在留審査一般 海港業務                          | 長野県、新潟県                                                                  | 長野県、新潟県                                                                  |
| 新宿出張所 （長・首席審査官）     | 新宿出張所 （長・首席審査官）                   |                                                                 | 強制退去業務                                   | -                                                                               | -                                                                               |
| 成田空港支局                      | 成田空港支局                                    | 千葉県成田市古込字古込1-1 成田国際空港第２旅客ターミナルビル6階 |                                                | -                                                                               | -                                                                               |
|                                   | 分庁舎                                          | 千葉県成田市三里塚御料牧場1-2 NAA第2ビル                        | 違反審査一般 退去強制業務                      | -                                                                               | -                                                                               |
| 羽田空港支局                      | 羽田空港支局                                    | 東京都大田区羽田空港2-6-4 羽田空港CIQ棟                         |                                                | -                                                                               | -                                                                               |
| 横浜支局                          | 横浜支局                                        | 神奈川県横浜市金沢区鳥浜町10-7                                  |                                                | 神奈川県                                                                        | 神奈川県                                                                        |
|                                   | 横浜港分室                                      | 神奈川県横浜市中区新港1-6-1 よこはま新港合同庁舎                | 在留支援関係 海港業務                          | -                                                                               | -                                                                               |
| 川崎出張所 （長・首席審査官）     | 神奈川県川崎市麻生区上麻生1-3-14 川崎西合同庁舎 | 在留審査一般                                                    | 神奈川県、東京都町田市、狛江市、多摩市、稲城市 | 神奈川県、東京都町田市、狛江市、多摩市、稲城市                                  |                                                                                 |

## 不祥事
2017年に、兵士から性的暴行を受け日本に難民申請のため訪れたコンゴ民主共和国出身の女性に対し、同局で審査に当たっていた男性の難民審査参与員が「美人だからか」などと発言していたことが明らかになった。女性は法務省に対し抗議したが、同省は計4度に亘り放置していた。これを受け上川陽子法務大臣は「（参与員の発言は）不適切だった」とコメントした。